# Ablis
Ablis este o comună franceză situată în departamentul Yvelines, în regiunea Île-de-France.

## Geografie

### Localizare
Comuna Ablis se află în extremitatea sudică a departamentului Yvelines, la 13 kilometri sud de Rambouillet, reședința arondismentului, și la 49 de kilometri sud-vest de Versailles, prefectura departamentului. Este una dintre cele șase comune din Yvelines care aparțin regiunii naturale Beauce.

### Comune limitrofe
|                    |            | Sonchamp                     |
| Prunay-en-Yvelines |            | Saint-Martin-de-Bréthencourt |
|                    | Orsonville | Boinville-le-Gaillard        |

### Hidrografie
Singurul curs de apă notabil este Rémarde, care pe teritoriul comunei poartă numele de „ru de Perray”. Este un râu mic, cu o lungime de 19,1 km, care se varsă în Voise, afluent al râului Eure. Cursul său, orientat inițial de la nord la sud de la limita intercomunală cu Sonchamp, virează brusc spre vest chiar la nord de orașul Ablis.

### Climă
În 2010, clima comunei este de tipul climatului oceanic degradat al câmpiilor din Centru și Nord, conform unui studiu al Centrului Național de Cercetare Științifică (CNRS) pe baza unui set de date care acoperă perioada 1971-2000. În 2020, Météo-France a publicat o tipologie a climatului pentru Franța metropolitană, în care comuna este expusă unui climat oceanic și se află în regiunea climatică Sud-vest a bazinului Parisian, caracterizată printr-o ploaie redusă, în special primăvara (120-150 mm) și un iarnă rece (3,5 °C).
Pentru perioada 1971-2000, temperatura anuală medie este de 10,7 °C, cu o amplitudine termică anuală de 15 °C. Cumulul anual mediu de precipitații este de 645 mm, cu 10,7 zile de precipitații în ianuarie și 7,8 zile în iulie. Pentru perioada 1991-2020, temperatura medie anuală observată la stația meteorologică Météo-France cea mai apropiată, situată în comuna Sainville la 12 km distanță, este de 11,3 °C, iar cumulul anual mediu de precipitații este de 655,5 mm.
Parametrii climatici ai comunei au fost estimați pentru mijlocul secolului (2041-2070) conform diferitelor scenarii de emisie de gaze cu efect de seră, bazate pe noile proiecții climatice de referință DRIAS-2020. Aceștia pot fi consultați pe un site dedicat publicat de Météo-France în noiembrie 2022.

## Urbanism

### Tipologie
La 1er ianuarie 2024, Ablis este clasificată drept târg rural, conform noii grile comunale de densitate cu șapte niveluri definită de INSEE (Institutul Național de Statistică și Studii Economice) în 2022. Aparține unității urbane Ablis, o unitate urbană monocomunală care constituie un oraș izolat. În plus, comuna face parte din aria metropolitană a Parisului, fiind una dintre comunele de la periferie, această zonă reunind 1.929 de comune.

### Transporturi și căi de comunicație
Comunicațiile rutiere sunt asigurate în principal de două drumuri naționale, RN 10, care este orientată nord-sud din Rambouillet și virează la nivelul Ablis spre vest, în direcția Chartres, și de RN 191, care se desprinde din aceasta în direcția sud-est (traseul său se suprapune cu cel al RN 10 spre nord).
Comuna este traversată și de autostrada A11 (l'Océane), care trece pe o axă est-vest imediat la nord de oraș. Un schimbător dotat cu o barieră de taxare permite comunicațiile cu RN 10 și 191. Aceasta din urmă oferă acces la A10 la aproximativ 10 kilometri sud-est de oraș. RN 10 este tratată ca drum expres cu 2 × 2 benzi între schimbătorul autostrăzii din nord și ieșirea din Ablis spre vest. Mai multe drumuri departamentale (D 101, D 168, D 177, D 988) asigură comunicațiile cu comunele vecine.
Cele mai apropiate gări SNCF de comună sunt:
- Auneau la 7 km, pe linia Brétigny - Tours
- Rambouillet la 15 km, pe linia Paris-Montparnasse - Brest
- Dourdan la 15 km, pe linia Brétigny - Tours
- Dourdan - La Forêt

## Toponimie
Numele localității este atestat sub formele Avallocium în secolul al VI-lea, Ablees, Abluies, Abluyes, Abbluyez, Ableiae în secolul al XI-lea, Ableix în secolul al XII-lea, Abluis către 1158.
Explicația lui Albert Dauzat, care nu cunoaște o formă veche, este astăzi abandonată. Într-adevăr, el propune o formare toponimică în -(i)acum, sufix galic localizator la origine, apoi marcând proprietatea, precedat de un nume de persoană latin neatestat *Apilius, care s-ar regăsi în Abilly (Indre-et-Loire, [vicaria] Abiliac[ensis]).
Este vorba probabil de o formare toponimică galică, bazată pe elementul avalo „măr”, după atestarea veche Avallocium, urmat de sufixul presupus galic -ocium, de unde sensul global de „livadă de meri”. Omonimie posibilă cu Aveluy (Somme). Cât despre galicul avalo, el este frecvent atestat în toponimia franceză, în special în tipul Avallon.

## Istorie
Situl Ablis își trage importanța din poziția sa de răscruce, la intersecția drumurilor care leagă Orléans și Poissy în direcția Valois și Picardia, Carnotum (Chartres) și Bretania. Situl prezintă o ocupație celtică în a doua epocă a fierului, remarcându-se prezența unui sanctuar galic. Este ocupat și în epoca galo-romană, după cum atestă descoperirea de ceramică roșie și neagră, precum și monede și zgură de furnal.
Se presupune că Ablis este locul bătăliei de la Avollocium din 574, între Chilperic, regele Neustriei, și Sigebert, regele Austrasiei.
În 1168, seniorul de Auneau donează pământul Prouverlu (Provelu) situat pe teritoriu. În acea perioadă, se numărau mai multe seniorii: cătunul Ablis, Gucherville, Labée, Long-Orme, Menaiville-Château, Demangeville-Mainguérin, Presle și Prouverlu.
Către 1380, Ablis este menționat ca fiind un mic târg pe iazul cu același nume.
În timpul Evului Mediu, Ablis aparține moșiei de Bréthencourt, proprietate a lui Gui I de Rochefort, înainte de a fi proprietatea familiilor d'Auneau și apoi a familiei de Gallardon.
Satul a suferit mult în timpul Războiului de 100 de Ani. În 1328, după victoria de la Cassel, Filip al VI-lea al Franței s-a dus la catedrala din Chartres pentru a mulțumi lui Dumnezeu, trecând prin Ablis. În urma cruciadelor, țara a fost infestată de lepră și mai multe leprozerii au fost construite în dieceza de Chartres, inclusiv una la Ablis. Aceasta era situată pe locul capelei Sainte-Madeleine, care este acum distrusă și unde o cruce marchează locul.
Satul este fortificat, dar acest lucru nu l-a împiedicat, în timpul războaielor religioase, să fie ocupat pe 16 decembrie 1562 de armata protestantă în marș spre Chartres. Liderii armatei (Condé și Coligny) au decis acolo să schimbe strategia și să mărșăluiască spre Dreux, ceea ce a dus la bătălia de la Dreux.
În 1629, seniorul de Ablis era Pierre Poncet de la Rivière, baron de Presles, auditor de conturi și consilier de stat. În februarie 1658, Pierre Poncet de la Rivière a ridicat Ablis la rangul de comitat. În 1764, după moartea ultimului conte de Ablis, senioria a trecut la Madame de Carcado, apoi la Louis-Alexandre Le Sénéchal de Carcado-Molac.
Pe 8 octombrie 1870, în zori, 130 de franc-tirori din Paris, sub ordinele comandantului Ernest de Lipowski, venind din Denonville, au atacat un detașament al escadronului 4 al regimentului 16 de cavalerie din Schleswig-Holstein și un pichet de infanterie al regimentului 11 bavarez staționat la Ablis. Franc-tirorii s-au retras luând cu ei 70 de prizonieri și 200 de cai. Ca represalii pentru acest atac, cunoscut sub numele de surpriza de la Ablis, germanii au incendiat 120 de case, au împușcat 6 locuitori și au dus 22 de ostatici la cartierul lor general din Le Mesnil-Saint-Denis, care au fost în cele din urmă eliberați a doua zi.
Comuna a fost deservită de linia de cale ferată Paris-Chartres prin Gallardon, care nu a fost niciodată complet finalizată, dar a funcționat între 1917 și 1939 înainte de a fi complet dezafectată.
În 1934, a fost înființată cooperativa agricolă de cereale.
Pe 18 august 1944, Ablis a fost prima comună din Yvelines care a fost eliberată.

## Populația și societatea

### Date demografice
Evoluția numărului de locuitori este cunoscută prin recensămintele populației efectuate în comună începând din 1793. Pentru comunele cu mai puțin de 10 000 de locuitori, un recensământ al întregii populații este realizat la fiecare cinci ani, populațiile legale pentru anii intermediari fiind estimate prin interpolare sau extrapolare.
În 2022, comuna număra 3 814 locuitori, în creștere cu +11 % față de 2016 (Yvelines: +2,72 %, Franța fără Mayotte: +2,11 %).
| An        | 1793  | 1821 | 1841 | 1856 | 1876 | 1886 | 1901 | 1921 | 1936 | 1962  | 1982  | 2006  | 2014  | 2022  |
| --------- | ----- | ---- | ---- | ---- | ---- | ---- | ---- | ---- | ---- | ----- | ----- | ----- | ----- | ----- |
| Populație | 1 150 | 966  | 964  | 970  | 883  | 965  | 991  | 950  | 986  | 1 034 | 1 367 | 3 142 | 3 380 | 3 814 |

## Cultură locală și patrimoniu

### Locuri și monumente

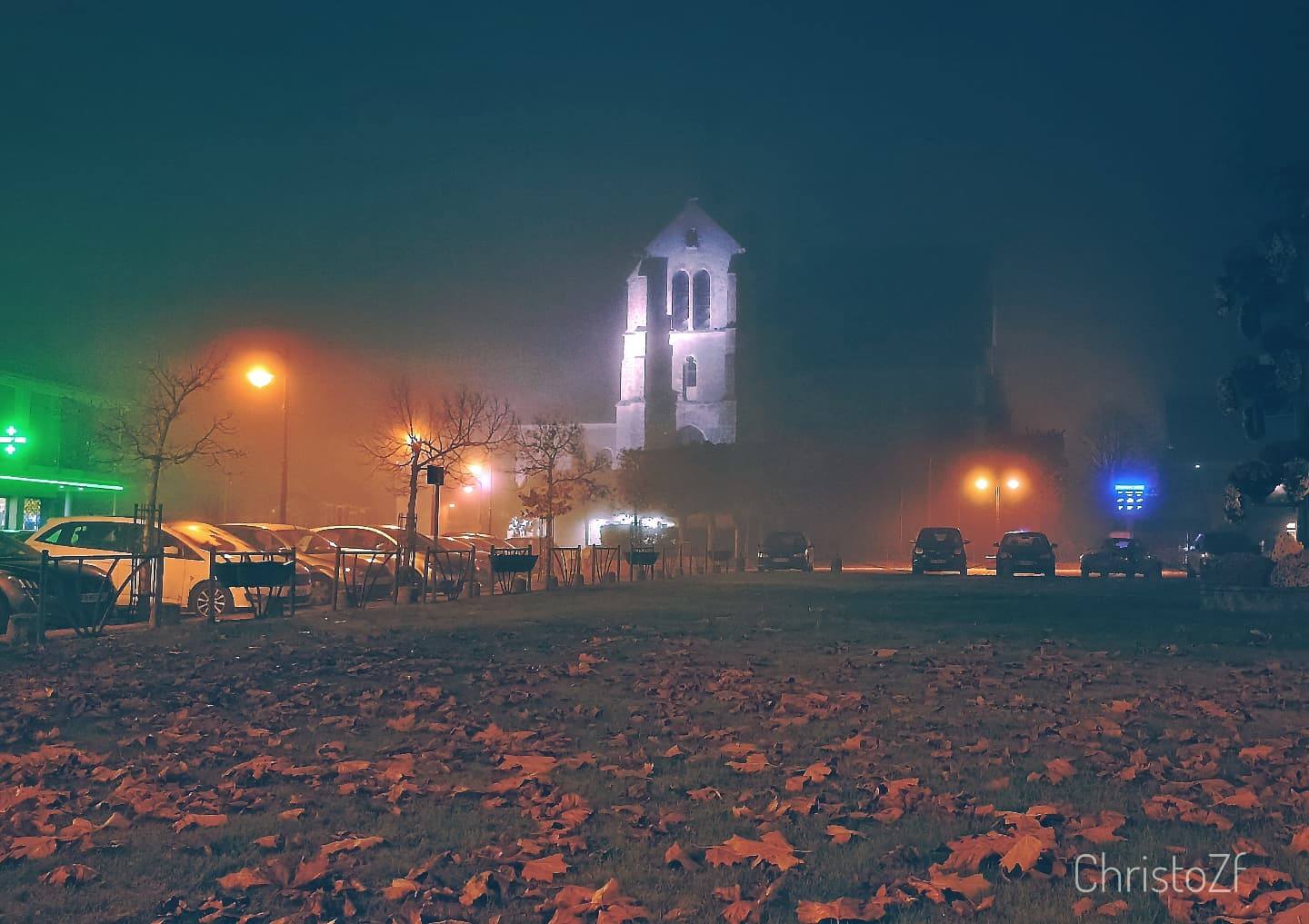
Biserica noaptea în ceață.

- Biserica Saint-Pierre-Saint-Paul: biserică datând din secolul al XI-lea, clopotniță din secolul al XII-lea, navă extinsă în secolul al XVII-lea. Edificiul face obiectul unei protecții prin înscrierea în inventarul Monumentelor Istorice din 1950[38]. În timpul unei restaurări, între 1866 și 1874 au fost montate noi vitralii, realizate de Nicolas Lorin.
- Fosta abație Saint-Épain-Saint-Blaise: clădire din secolul al XVI-lea și priorat din secolul al XII-lea, două turnulețe cu acoperiș conic. Acest priorat benedictin fondat în 1115 de Geoffroy de Praelles depindea de abația Notre-Dame de Josaphat.
- Vechiul hotel du Heaume: unde se spune că ar fi stat Wilhelm Cuceritorul.
- Fostul ospiciu: fondat în secolul al XII-lea, clădire din secolul al XVII-lea.
- Fosta capelă Sainte-Madeleine: din secolul al XII-lea.
- Fermă fortificată: datând de la sfârșitul Evului Mediu în Long-Orme, localitate dependentă de comuna Ablis.
- Bornă a Libertății: care amintește de avansarea trupelor aliate în timpul Eliberării Franței, amplasată de-a lungul RN 191 și reamplasată în 2017 în fața fermei La Biche[39].